# 卡泽尔
卡泽尔（法語：Cazères，法語發音：[kazɛʁ]）是法国上加龙省的一个市镇，属于米雷区。

## 地理
卡泽尔（43°12'23"N, 1°5'9"E）面积19.55 平方千米，位于法国奧克西塔尼大區上加龙省，该省份为法国西南部内陆省份，西南端与西班牙接壤，自此顺时针与上比利牛斯省、热尔省、塔恩-加龙省、塔恩省、奥德省和阿列日省接壤。
与卡泽尔接壤的市镇（或旧市镇、城区）包括：科曼日地区拉沃拉内、库拉代尔、勒富瑟雷、加龙河畔让萨克、蒙达沃藏、帕拉米尼、圣克里斯托、加龙河畔圣于连、圣米歇尔。

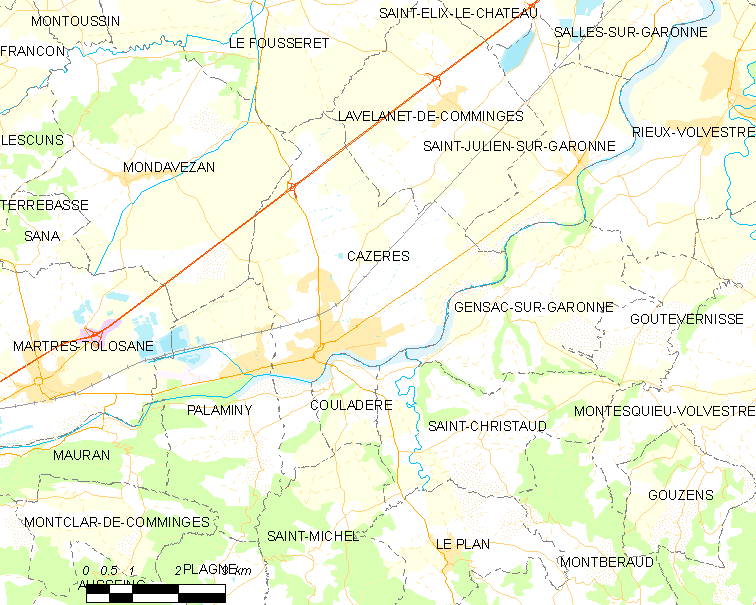
卡泽尔的OSM定位图

卡泽尔的时区为UTC+01:00、UTC+02:00（夏令时）。

## 行政
卡泽尔的邮政编码为31220，INSEE市镇编码为31135。

## 政治
卡泽尔所属的省级选区为卡泽尔县。

## 人口

1962-2008年间卡泽尔人口变化图示

卡泽尔于2022年1月1日时的人口数量为4818人。